# Frederik C. Krebs
Frederik Christian Krebs (født 1970, Glostrup) er en dansk kemiker, forsker, direktør og tidligere professor i energikonvertering på Institut for Energikonvertering og -lagring på Danmarks Tekniske Universitet, der forsker i materialevidenskab, solceller og organisk elektronik.
Han gik på Holte Gymnasium. Han blev cand.scient. i kemi i 1996 fra Københavns Universitet, og han læste herefter en ph.d. samme sted, som blev færdiggjort i 2000. Han blev ansat som seniorforsker på Risø i 2002, og i januar 2010 blev han ansat som professor i organisk fotovolaik på DTU. I januar 2018 blev han direktør for startup-virksomheden infinityPV, der fremstiller solceller i polymermaterialer, som han var med til at grundlægge i 2014.
Han har været medlem af Akademiet for de Tekniske Videnskaber siden 2013. Han er også medlem af Danmarks Naturvidenskabelige Akademi.
I 2011 modtog han Grundfosprisen.
I 2012 modtog han EliteForsk-prisen, der uddeles årligt af Uddannelses- og Forskningsministeriet til forskere under 45 år.
I 2013 kom han med i Danmarks Frie Forskningsfonds Sapere Aude-program.